# Leon Blumenstok-Halban
Leon Blumenstok-Halban (ur. 11 marca 1838 w Krakowie, zm. 1 marca 1897 tamże) – polski lekarz psychiatra, profesor medycyny sądowej na wydziale prawa i medycyny Uniwersytetu Jagiellońskiego. Redaktor naczelny Przeglądu Lekarskiego (1877–1892), członek honorowy Poznańskiego Towarzystwa Przyjaciół Nauk.

## Życiorys
Szkołę średnią i Uniwersytet ukończył w Krakowie, uzyskując w 1862 dyplom dr medycyny Uniwersytetu Jagiellońskiego, a w Wiedniu dr położnictwa. W latach 1863–1866 był asystentem kliniki okulistycznej UJ. W 1863 wziął udział w powstaniu styczniowym, co przypłacił pobytem w krakowskim więzieniu. Zwolniony pracował w szpitalu Izraelitów na stanowisku sekundariusza. W 1865 otrzymał stanowisko lekarza Sądu Krajowego i aż do roku 1894 pełnił funkcję biegłego. W 1869 Blumenstok-Halban habilitował się na podstawie rozprawy O wpływie medycyny sądowej na rozwój pojęcia dzieciobójstwa. W 1871 mianowano go profesorem nadzwyczajnym medycyny sądowej i policji lekarskiej. Jednocześnie powierzono mu kierownictwo Nadzwyczajnej Katedry Medycyny Sądowej na Wydziale Prawa UJ. Dopiero w 1881 uzyskał profesurę zwyczajną na Wydziale Lekarskim UJ, nie zaprzestając wykładów dla studentów prawa. W 1886 wybrany dziekanem Wydziału lekarskiego. Od 1877 redaktor "Przeglądu lekarskiego". W 1892 zmienił nazwisko na Halban. Postępująca choroba zmusiła go w 1895 do rezygnacji z obowiązków nauczycielskich, a w rok później Blumenstok-Halban przechodzi w stan spoczynku. Był członkiem nadzwyczajnym Akademii Umiejętności, członkiem honorowym i prezesem krakowskiego Towarzystwa Lekarskiego, członkiem Towarzystwa Lekarzy Polskich w Paryżu, Towarzystwa Przyjaciół Nauk w Poznaniu, Towarzystwa oftalmologicznego w Heidelbergu.
Był członkiem Rady miasta Krakowa. Kawaler Orderu Korony Żelaznej III klasy. Na krótko przed śmiercią (1896) otrzymał szlachectwo I stopnia, z tytułem „Edler”. Autor ponad 100 prac naukowych.
Miał córkę i dwóch synów.
Pochowany na cmentarzu Rakowickim w Krakowie.